# Yamanba (théâtre nô)
Yamanba (山姥) est une pièce japonaise du théâtre nô de la cinquième catégorie (pièces de démons) fréquemment jouée et attribuée à Zeami Motokiyo. Son personnage central en est la légendaire sorcière de montagne, Yama-uba.
Une danseuse, appelé Hyakuma Yamanba en raison de ses performances fréquents de chansons sur le caractère, entreprend un pèlerinage au Zenkō-ji dans la province de Shinano, accompagnée de ses serviteurs.
Alors qu'ils voyagent du nord vers l'est sur la route de Koshi, ils arrivent à la rivière qui sert de frontière entre la province d'Etchu et la province d'Echigo. Au-delà, la route se divise en trois directions et ils demandent leur direction à un paysan qui les informe que le col d'Agero est trop raide pour une litière, car c'est « le chemin qu'emprunte Amida lui-même lorsqu'il descend pour recevoir les âmes ». La danseuse décide que, comme elle est en pèlerinage, il convient qu'elle descendre de sa litière et continue à pied en prenant ce chemin.
Ils ne sont pas allés bien loin quand le soleil se couche de façon inattendue et ils se voient offrir un gîte par une vieille femme mystérieuse qui, après qu'ils ont accepté, exige que la danseuse interprète la chanson de Yamanba. Les serviteurs sont indignés mais prennent peur quand ils se rendent compte qu'elle est un être surnaturel.
Soudain, l'obscurité disparaît et ils se retrouvent de nouveau au milieu de la journée. Ils rencontrent le même homme qui leur débite des racontars sur l'origine de Yama-uba. À son départ, le danseur n'ose pas refuser la demande de Yama-uba mais c'est la vieille gribiche elle-même qui effectue la longue danse qui termine la pièce.